# ويليام غيلبين
ويليام غيلبين هو محامي وجندي وسياسي أمريكي، ولد في 4 أكتوبر 1813 في ويلمنغتون في الولايات المتحدة، وتوفي في 20 يناير 1894 في دنفر في الولايات المتحدة. نشط حزبياً في الحزب الجمهوري. وقد انتخب Governor of the Territory of Colorado ‏ (25 مارس 1861 – 26 مارس 1862).